# Galuska László Pál
Galuska László Pál (Szeged, 1970. május 7. –) irodalomtörténész, főiskolai docens. Irodalomtörténeti kutatásai mellett drámaírói és dramaturgiai tevékenységet folytat. A gyermek- és ifjúsági irodalom kutatója, több báb- és mesejáték szerzője.

## Gyermek- és ifjúkora
Édesapja dr. Galuska László belgyógyász, izotópdiagnosztikai szakorvos, egyetemi tanár, az MTA doktora. Édesanyja dr. Márton Hajnalka gyermek-pulmonológus. Szegeden született, ahol 10 éves koráig élt, majd szüleivel Kecskemétre költöztek.

## Tanulmányok, munkahelyek
1988-ban érettségizett a kiskunmajsai Dózsa György (ma: Tomori Pál) Gimnáziumban.
1991-ben kezdte meg felsőoktatási tanulmányait a Miskolci Bölcsész Egyesületben, magyar nyelv és irodalom szakon. Az intézmény kezdetben magas színvonalú oktatást nyújtott, azonban gyorsan kiderült, hogy jogi problémák miatt nem adhat államilag elismert végzettséget. A hallgatók nagyobb részét átvette a Miskolci Egyetem, a többiek más intézményekben tanultak tovább. Galuska László Pál Debrecenbe jelentkezett.
1993-94 között a debreceni Kossuth Lajos Tudományegyetem hallgatója.
1994-től Pécsett tanul, a Janus Pannonius Tudományegyetem Bölcsészettudományi Karán. Itt szerez diplomát 1997-ben, mint magyar nyelv és irodalom szakos bölcsész és középiskolai tanár.
1997-ben visszaköltözik Kecskemétre. Itt kezd el dolgozni a Katona József Gimnáziumban, 1998-ig főállásban, utána 2009-ig óraadóként.
1998-ban tanársegédi minőségben felveszik az akkor még önálló intézményként működő Kecskeméti Tanítóképző Főiskolára. Az intézmény ma a Neumann János Egyetem Pedagógusképző Karaként működik.
2012-ben szerezte meg PhD minősítését a Pécsi Tudományegyetem Irodalomtudományi Doktori Iskola/Irodalomtudományi Programján. Doktori dolgozatát a XVIII. századi iskolai komédiák hiedelemalakjairól írta.

## Kutatói tevékenység
Főleg irodalom- és drámatörténeti kutatásokat folytatott, de vizsgálódott a szövegpragmatika és a dramaturgia területén is.

## Publikációk (válogatás)
- Bárdos József – Galuska László – Steklács János – Szilágyi Judit: Irodalmi alapfogalmak; Kecskeméti Főiskola (2002, 2003)[7]
- Üzletszerű népművelés vagy butítás? – Ponyva az egykori Magyarországon, pp 49–52. In: BOSS Magazin, 2005. február–március[8]
- Gondolatvadászat: Rejtett információk írott szövegekben pp. 307–312. In: Mikulás, Gábor (szerk.) Információból üzleti érték : Az információbróker környezete és munkája, Budapest, Magyar Információbrókerek Egyesülete (MIBE) (2006) ISBN 9630601907
- A Pál utcai fiúk értelmezésének kérdései a magyar gyermekirodalmi kutatásban pp. 75–86. In: Könyv és Nevelés, 10 (3) 2008[9]
- Galuska László Pál – Janurik Tamás: Suttogó füzesek: cigány legenda = Brigasle salchina : romanyi paramicha, Budapest, Ad Librum (2010) ISBN 9786155014451[10]
- Nekromanták, táltosok, szélhámosok: Garabonciás diákok Illei János Tornyos Péter és Hagymási Imre Garabontzás László című iskolai komédiájában, pp. 558–567. In: Forgó András (szerk.) A Piarista Rend Magyarországon, Budapest, Szent István Társulat (2010) ISBN 9789635670475[11]
- A siker titkai: Harry Potter és A gyűrűk ura, in: Nyelv és Tudomány – NYEST.HU (2010. 05. 07.)[12]
- Titkos univerzumok, in: Nyelv és Tudomány – NYEST.HU (2010. 05. 14.)[13]
- Deszkavártól jégországig: Benedek Elek meseírói munkássága pp. 197–212. In: Benedek, Katalin (szerk.) A népköltészet terített asztalánál : Tanulmánygyűjtemény, Budapest, MTA Néprajzi Kutatóintézet, (2011)[14]
- Tükör vagy görbe tükör?: Visszajáró holtak a XVIII. századi piarista iskolai komédiákban. pp. 131–140. In: Egyed Emese; Bartha Katalin Ágnes; Tar Gabriella Nóra (szerk.): (Dráma)szövegek metamorfózisa : kontaktustörténetek : a 2009. június 4-7-i kolozsvári konferencia szerkesztett szövegei = Metamorphosis of the (Drama)texts : stories of relation, Kolozsvár, Románia, Erdélyi Múzeum-Egyesület (EME) (2011) ISBN 9786068178271[15]
- Fehér Éva – Galuska László Pál: Szükséges minimum: tanítási színház és dráma Fodor Ákos verseiből, in: Anyanyelv-Pedagógia 4 (4) (2011)[16]
- „Életmesék”: (Komáromi Gabriella: Lázár Ervin élete és munkássága) pp. 936–940. In: Jelenkor : Irodalmi és Művészeti Folyóirat 55 (9) (2012)
- A szimmetria szerepe a tolkieni utópiában, pp. 77–85. In: Könyv és Nevelés 15 (2) (2013)[17]
- Papírlapok, deszkaszálak: Fejezetek a dráma- és az ifjúsági irodalom történetéből, Kecskeméti Főiskola Tanítóképző Főiskolai Kar, Nagykőrös (2013) ISBN 9789637720512 [18]
- Bárdos József – Galuska László Pál: Fejezetek a gyermekirodalomból, Budapest: Nemzedékek Tudása Tankönyvkiadó Zrt (2013) ISBN 9789631974294[19]
- Ki a Gyűrűk igazi Ura?: A gyűrűk és Tolkien pp. 75–90. In: Könyv és Nevelés 16 (3) (2014)[20]
- Galuska László Pál – Feleky Mirkó: Typologia Phantastica: A fantasztikum rendszertana I. pp. 63–82. In: Könyv és Nevelés 12 (3) (2015)[21]
- Galuska László Pál – Feleky Mirkó: Typologia Phantastica: A fantasztikum rendszertana II. pp. 34–56. In: Könyv és Nevelés 2015 (4) (2015)[22]
- Szerelmese pp. 50–61. In: Bartha, Katalin Ágnes; Biró, Annamária; Demeter, Zsuzsa; Tar, Gabriella-Nóra (szerk.) Hortus Amicorum : Köszöntőkötet Egyed Emese tiszteletére, Kolozsvár, Románia : Erdélyi Múzeum-Egyesület (EME), (2017) ISBN 9786067390773[23]
- Galuska László Pál – Feleky Mirkó: Elmék (h)arcai: tanulás és műveltség a Star Wars és a Trónok harca világában pp. 11–71. : Nagy Ádám (szerk.) Nevelj jedit! : A képzelet pedagógiája, Budapest, Athenaeum (2018) ISBN 9789632932187[24]
- Galuska László Pál – Feleky, Mirkó: A fantasy irodalom hősei: az orkok születése pp. 62–92. In: Könyv és Nevelés 20 (2) (2018)[25]
- Tükör vagy görbe tükör?, Budapest, Pont Kiadó, 2020. 05. 08. ISBN 9786155500664[26]

## Meseírói tevékenysége
Első színpadon is megjelenített mesejátéka a Suttogó füzesek : Cigány legenda címet viselte. Kovács Géza bábrendezővel közös munkája jelentős szakmai sikert aratott. Azóta csaknem minden évben színre kerül egy-egy mesedrámája valamelyik báb- vagy gyermekszínházban.

## Mesedrámák, színpadi művek, bemutatók
- Suttogó füzesek: Cigány legenda (Mesejáték) Szombathely, Mesebolt Bábszínház, 2007. 12. 18 (rendező: Kovács Géza)[27]
- Markalf, az Álmok Ura (Mesejáték) Pécs, Bóbita Bábszínház, 2008.10.12 (rendező: Csató Kata)[28]
- Titkok birodalma (Mesejáték) Szeged, Kövér Béla Bábszínház, 2008. 04. 20 (rendező: Kovács Géza)[29]
- Az ördög sziklája (Mesejáték) Debrecen, Vojtina Bábszínház, 2009. 04. 19. (rendező: Kovács Géza)[30]
- A farkas és a kecskegidák (Mesejáték) Szombathely, Mesebolt Bábszínház, 2011. 11. 19. (rendező: Bereczki Csilla)[31]
- Madarak voltunk (Mesejáték) Szombathely, Mesebolt Bábszínház, 2012. 12. 20. (rendező: Kovács Géza)[32]
- A sivatag hercege (Mesejáték) Pécsi Nemzeti Színház, 2013. 01. 13. (rendező: Szabó Attila)[33]
- Szent Márton köpenye (Mesejáték) Szombathely, Mesebolt Bábszínház, 2014. 11. 14. (rendező: Kovács Géza)[34]
- Égen-földön túl (Mesejáték) Debrecen, Vojtina Bábszínház, 2014. 05. 19. (rendező: Kovács Petra Eszter)[35]
- Töviskirály (Mesejáték) Szombathely, Mesebolt Bábszínház, 2016. 05. 11. (rendező: Kovács Géza)[36]
- Galuska László Pál – Kovács Géza: Testvérek: Az öt kis kínai (Mesejáték) Eger, Harlekin Bábszínház, 2016. 09. 04. (rendező: Kovács Géza)[37]
- A Nagy Sörleszámolás – St. Gambrinus titka, Kecskemét, Hírös Gasztroszínház 2016. 10. 22. (rendező: Sárosi Gábor)[38]
- Fehér Ló Fia (Mesejáték) Szombathely, Mesebolt Bábszínház, 2016. 11. 27. (rendező: Kovács Géza)[39]
- Madarak voltunk (Mesejáték, felújítás) Debrecen, Vojtina Bábszínház, 2018. 04. 22. (rendező: Kovács Géza)[40]
- A Háromágú Tölgyfa Tündére (Mesejáték), Szombathely, Mesebolt Bábszínház, 2019. 10. 20. (rendező: Kovács Géza)[41]
- A tó titka (Mesejáték), Szombathely, Mesebolt Bábszínház, 2023. 05. 07. (rendező: Kovács Géza)[42]

## Közreműködés filmekben
- Istenke bicskája – életrajzi dokumentumfilm Benedek Elek életéről, 2020. június 4. [2020. június 15-i dátummal az eredetiből archiválva]. (Hozzáférés: 2020. június 15.) (szakértőként és riportalanyként)